# 佐藤エリ
佐藤 エリ（さとう えり、1992年3月28日-）は、日本の女性DJ、元ファッションモデル、女性タレント。
栃木県出身。別名義は「ELY」。

## 略歴・人物
父は、スペインとロシアのハーフ、母は日本人。祖母と二人暮らしで育った。
2015年9月にデビューし、2016年4月20日発売の雑誌「non-no」6月号よりnon-noの専属モデルとなった。
2019年、non-noモデルを卒業、DJとしてデビューを果たしDJとして活動する名義は「DJ ELY」
以後テレビ番組への出演が増えている
現在はペットの小梅ちゃん(ポメラニアン)と3人（もう1人は?）で暮らし、沖縄県での移住生活を夢に日々奮闘中。

## 出演

### 雑誌
- non-no（2016年4月20日(2016年6月号) - 2019年12月20日(2020年2月号)  専属モデル) - 集英社[3][4]

### イベント
- 東京ガールズコレクション

### 広告
- 新静岡セノバ（2016年9月30日 - 10月31日） - CF・スチール・WEB
- KIRIN「のどごし〈生〉」〜夏の太陽篇〜（2017年6月1日 - 8月31日） - CF・WEB
- PeachAviation「KOTABI」（2017年11月6日 - ※4クール） - WEBムービー・スチール

### ラジオ
- BIGMOTORPresents ENJOY CAR LIFE（2017年12月 毎週金曜全5回放送OA、bay FM28)
- CITIZEN GIRLS SPECIAL(2017年12月29日、J-WAVE)